# Anisorus homocerus
Anisorus homocerus là một loài bọ cánh cứng trong họ Cerambycidae.